# Colonizarea spațiului

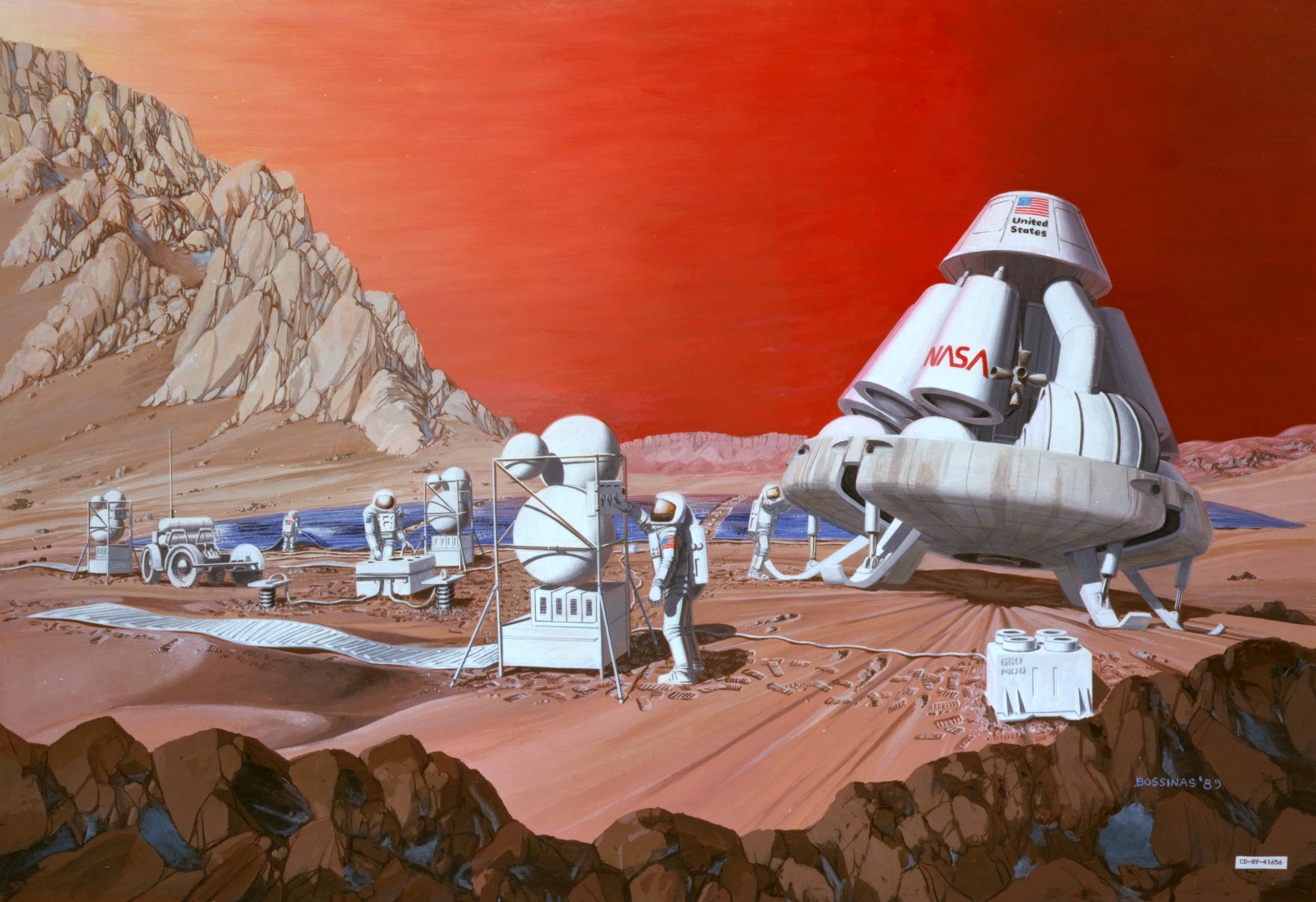
Concepția artistului Les Bossinas '1989 asupra misiunii Marte

Colonizarea spațiului (așezări spațiale, habitate spațiale) reprezintă crearea unui habitat uman autonom (auto-suficient) în afara Pământului și constituie obiectivul de lungă durată al agențiilor spațiale, scopul suprem al programelor spațiale, așa cum spunea în 2005 Michael D. Griffin, administratorul NASA.

## Metode
Construirea unor colonii ar necesita în primul rând elemente de bază pentru supraviețuire: apă, hrană, materii prime, suport vital, energie, comunicații, transport, gravitație artificială și protecție antiradiații.

### Materiile prime
Coloniile de pe Lună, Marte sau de pe anumiți asteroizi ar putea extrage resurse locale. Luna duce lipsă de azot, dar are vaste rezerve de hidrogen, sub forma apei înghețate de sub crusta craterelor întunecate, dar are și oxigen, silicon și metale precum fierul sau aluminiul. Trimiterea materialelor de pe Terra ar fi scumpă, de aceea acestea ar putea fi trimise de pe Lună, NEO (Near Earth Object = asteroizi, comete) sau Phobos și Deimos, lunile lui Marte. Multe NEO conțin oxigen, hidrogen, metale și carbon, iar unele și azot. Mai departe, se crede ca asteroizii lui Jupiter ar avea apă înghețată și elemente volatile.

### Energia
Energia solară din orbită este abundentă și este și astăzi folosită de sateliți. Nu există noapte în spațiu, nici nori sau atmosferă să blocheze lumina solară, deci această energie este disponibilă la orice distanță de Soare. Luna are nopți ce durează cât 2 săptămâni pe Terra, iar Marte are și noapte și praf și este și mai departe de Soare, reducându-se energia solară disponibilă, făcând probabil mai atractivă folosirea energiei nucleare. Alternativ, energia solară ar putea fi transmisă pe aceste corpuri prin folosirea sateliților. Pentru amândouă metodele însă, în mediile fără aer precum Luna și spațiul, dar și în slaba atmosferă a lui Marte, ar fi necesare spații mari pentru radiația emisă de căldura generată.

Delta-v în km/s pentru diverse manevre orbitale folosind rachete convenționale. Săgețile roșii indică cazul în care aerofrâne opționale pot fi efectuate în această direcție în special, numerele negre arata delta-v în km/s care se aplică în orice direcție.

### Transportul
Transportul prin orbită este de obicei factorul limitativ în călătoriile spațiale. O soluție este dată de nava supersonică în dezvoltare la NASA. Alte alternative ar fi construirea elevatoarelor spațiale și a catapultelor electromagnetice („mass driver”). Transportul cel puțin al materialelor către și între colonii este necesar, dar scump folosind resursele de pe Terra. Potențiale soluții ar putea fi propulsia termonucleară, pânzele magnetice și solare, rachetele solar-termale sau propulsia electrică („ion drive”). Pe Lună s-ar putea folosi elevatoarele spațiale, dar și catapultele.

### Comunicațiile
Comparativ cu celelalte cerințe, comunicațiile orbitale și lunare sunt ușoare. O mare parte din comunicațiile terestre deja folosesc sateliții. Însă pe măsură ce coloniile se depărtează de Terra totul devine mai complicat. Transmisiunile dinspre și către Marte suferă de întârzieri semnificative din cauza vitezei luminii și a distanțelor (întârzierile variază între 7 și 44 de minute), făcând comunicațiile directe nepractice. Folosirea e-mailurilor sau a mesajelor vocale nu ar trebui însă să aibă probleme.

### Suportul vital
În așezările spațiale, un sistem ecologic închis trebuie să recicleze și să importe totul fără să cedeze. Cerințele pentru acest lucru ar fi:
- Organismele și habitatul să fie izolate total de mediul exterior (biosfere artificiale)
- Schimbarea mediului pentru a fi propice vieții (terraformarea)
- Schimbarea organismelor pentru a fi compatibile cu mediul (inginerie genetică, cyborgi)

De asemenea, 97-99 % din energia solară oferită plantelor ajunge căldură ce trebuie disipată pentru a se evita supraîncălzirea.

### Protecția antiradiații
Razele cosmice și erupțiile solare creează radiații letale în spațiu. În orbita Terrei, centurile Van Allen fac viața în afara atmosferei dificilă. Pentru a proteja viața, așezările trebuie să fie înconjurate de suficientă masă ca să absoarbă radiațiile. Sunt necesare 5-10 tone de material pe metru pătrat pentru asta. Resturile din procesarea solului planetar și asteroizi ar fi o variantă, dar ar face manevrarea unei nave mult mai dificilă.

## Locația
Coloniile pot fi așezate fie pe corpuri fizice, fie în spațiul liber:
- Planete, sateliți naturali sau asteroizi
- Orbite, puncte Lagrange sau alte obiecte

### Locații planetare

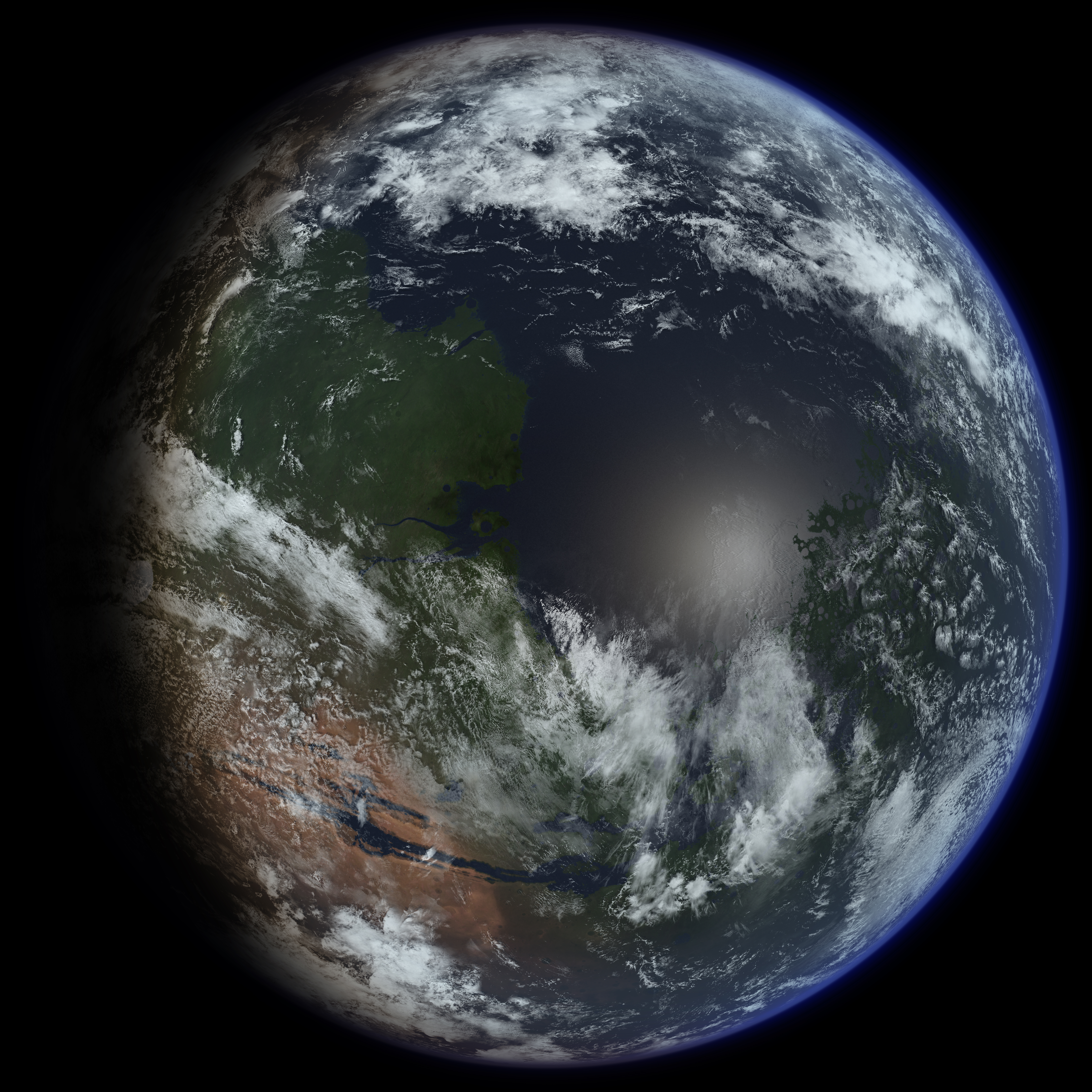
Viziunea unui artist asupra lui Marte terraformat (2009)

#### Marte
Suprafața lui Marte are cam aceeași dimensiune ca suprafața de uscat de pe Terra. Gheața de la Polul Sud întinsă peste planetă ar forma un strat de 12 metri grosime. Este posibil ca Marte să fi trecut prin aceleași procese geologice și hidrologice ca și Terra și deci ar putea conține minerale. Există deja echipamente ce ar putea extrage pe loc resursele (apă, aer) din pământul și atmosfera marțiene. Interesul în colonizarea acestei planete se datorează dovezilor ce arată că viața a existat și poate încă exista pe Marte. Din păcate, atmosfera este foarte slabă (0.8% din atmosfera la nivelul mării pe Pământ), iar climatul  este mult mai rece. Gravitația este de doar o treime din cea a Terrei, necunoscându-se însă dacă ar putea susține ființele umane pe lungă durată. Fiindcă atmosfera este slabă, iar Marte duce lipsă de un câmp magnetic puternic, radiațiile sunt intense la suprafață, necesitând o protecție antiradiații. Terraformarea lui Marte ar face viața în afara clădirilor presurizate posibilă; există discuții dacă se poate sau nu realiza.

#### Mercur
Există păreri ce spun că Mercur ar putea fi colonizat la fel ca Luna. Aceste colonii ar fi însă posibile doar în regiunile polare datorită temperaturilor ridicate din timpul zilei pe restul planetei. Recenta descoperire a existenței apei ionizate i-a uimit pe cercetători, descoperirea crescând considerabil șansele ca mica planetă să devină o viitoare colonie.

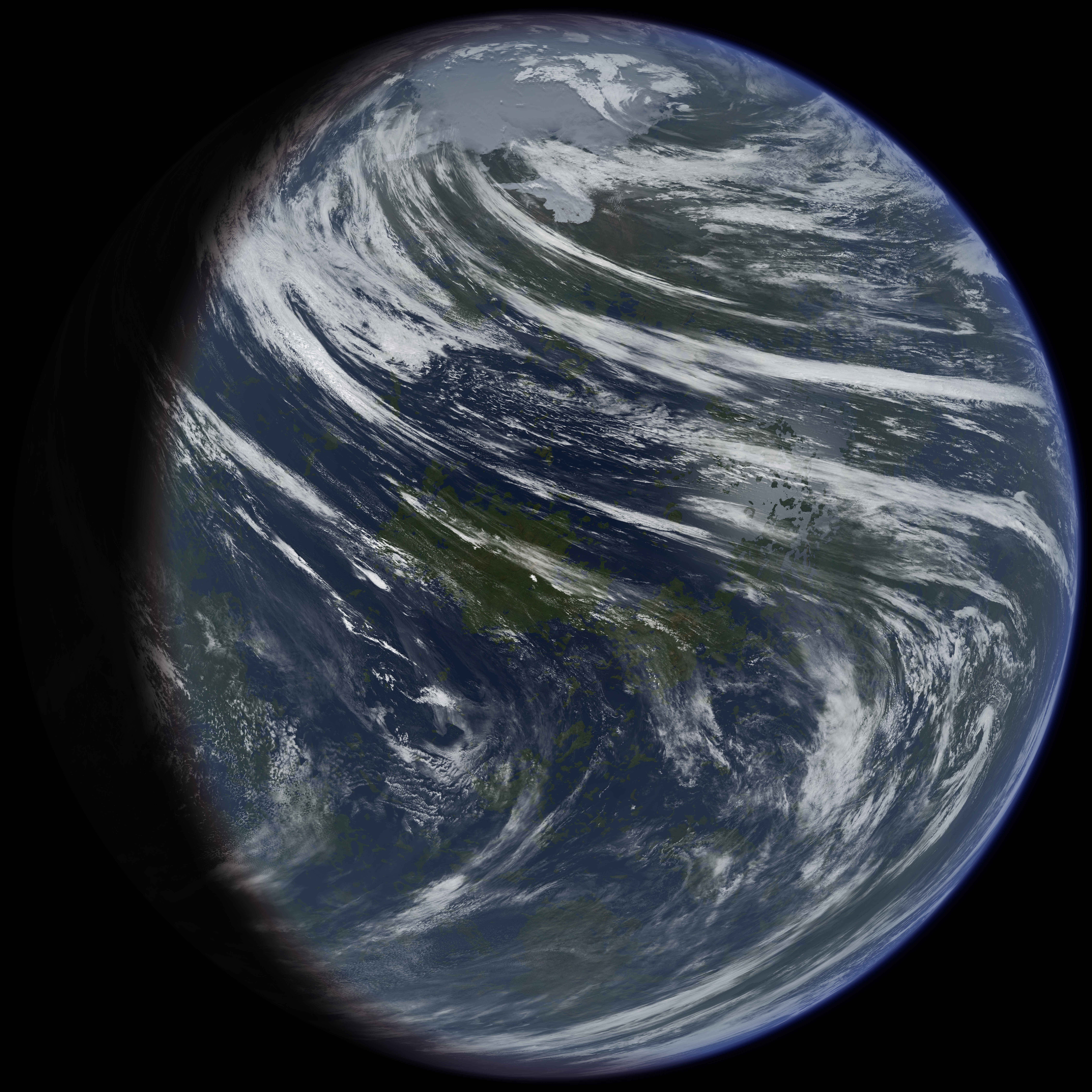
Viziunea unui artist asupra lui Venus terraformat

#### Venus
În timp ce suprafața planetei este mult prea mare și are presiunea atmosferică de cel puțin 90 de ori mai mare decât cea normală pe Terra, masiva sa atmosferă oferă o locație alternativă pentru o colonie. La o altitudine de 50 km presiunea este redusă la câteva atmosfere, iar temperatura la 40-100⁰C. Această parte din atmosferă este probabil plină de nori ce conțin acid sulfuric, dar chiar și aceștia reprezintă un posibil avantaj al colonizării, fiind o posibilă sursă de apă.

#### Giganți gazoși
Ar fi posibilă colonizarea marilor gazoși prin orașe plutitoare în atmosfera lor. Încălzind baloane de hidrogen mase mari ar putea fi suspendate la nivelul unei gravitații terestre. Jupiter este cel mai puțin favorabilă colonizării datorită gravitației uriașe, radiațiilor și a vitezei de lansare mari. Coloniile acestea ar putea exporta heliu pentru reactoarele cu fuziune (dacă vor deveni practice). Lansarea de pe acești giganti pare mult peste posibilitățile unor rachete chimice, datorită combinației de viteză și accelerație uriașe necesare pentru a părăsi orbita joasă. Paul Birch a propus o metodă mai ciudată, prin construcția unei centuri rotative în jurul planetei, pe care să fie amplasată colonia, putându-se în același timp extrage și materialele de pe planetă.

### Sateliți naturali

#### Luna

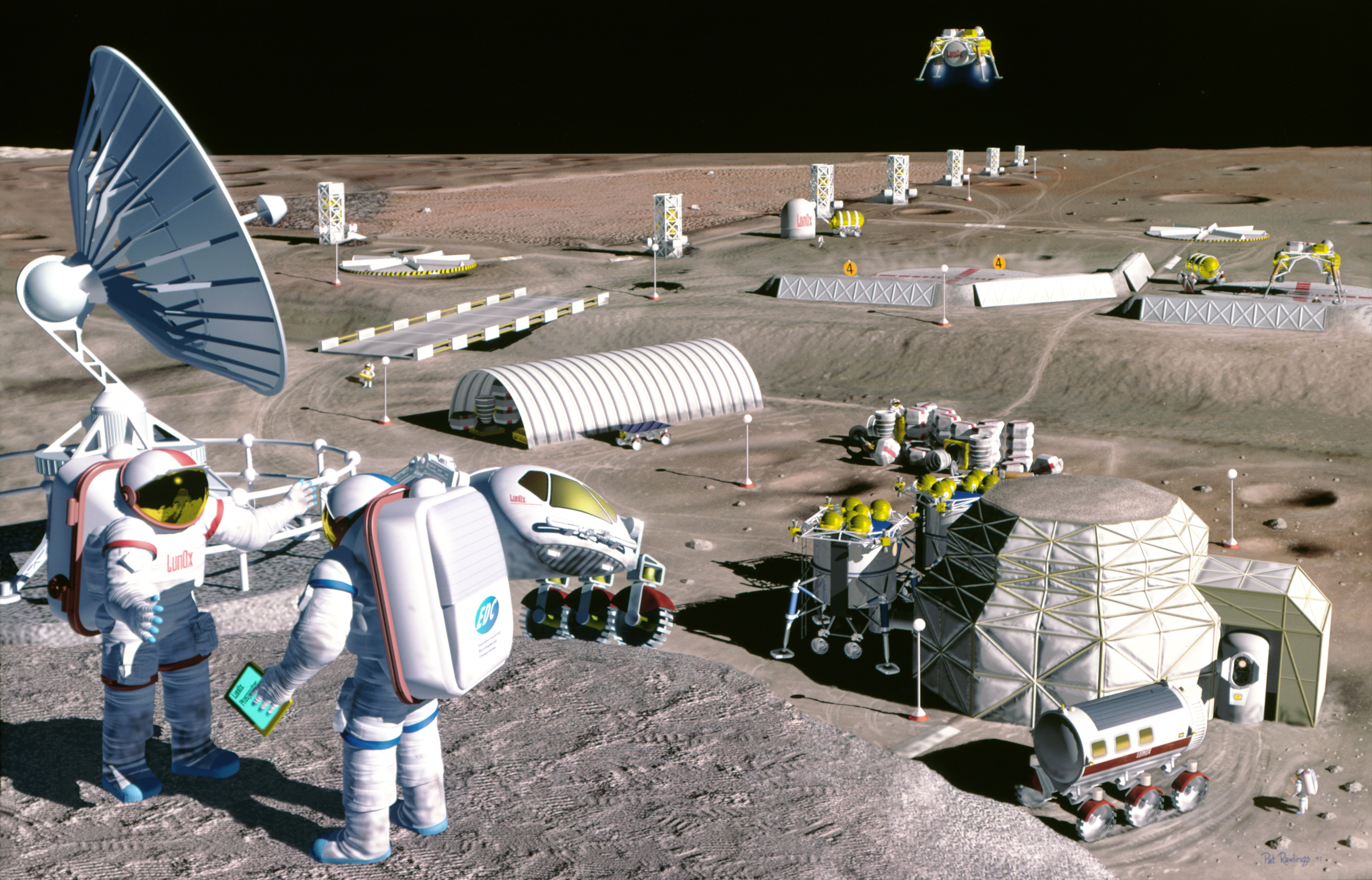
Colonie lunară (1995)

Datorită proximității și familiarității, Luna este cea mai discutată locație pentru colonizare. Viteza de părăsire mică și apropierea de Terra fac schimburile mai ușoare. Un dezavantaj al Lunii este cantitatea scăzută de gaze volatile necesare vieții, precum hidrogenul, azotul și carbonul. Depozitele de apă înghețată din craterele polare ar putea servi și ca surse pentru aceste elemente. O altă soluție este extragerea hidrogenului din asteroizii apropiați și combinarea cu oxigenul din rocile lunare. Gravitația scăzută este de asemenea o problemă, însă nu se știe dacă este deajuns pentru a susține viața.

#### Sateliții lui Jupiter: Europa, Callisto și Ganymede
Proiectul Artemis (proiect privat de colonizare a Lunii) a avut și un plan pentru colonizarea Europei, una din lunile lui Jupiter. Cercetătorii ar fi trăit în igluuri și ar fi săpat în crusta înghețată căutând un ocean sub suprafață. Planul includea folosirea posibilelor „buzunare de aer” pentru așezările umane. Europa este unul dintre corpurile sistemului solar cu cele mai bune caracteristici habituale, meritând investigații ulterioare.
Ganymede este cea mai mare lună din sistemul solar și este singura cu magnetosferă, deci mai puțin iradiată la suprafață. Prezența acestei magnetosfere indică și existența unui nucleu topit (magmatic) și deci o istorie geologică bogată. NASA a făcut unele studii, supranumite HOPE (Human Outer Planet Exploration) în privința viitoarelor explorări ale sistemului. Ținta aleasă a fost Callisto și rezultatul a fost că s-ar putea construi o bază la suprafață pentru a produce combustibil. Toate 3 lunile au rezerve abundente de elemente volatile, ce fac viitoarele colonizări posibile.

#### Phobos si Deimos
Lunile lui Marte pot fi ținte pentru colonizarea spațială. Viteza necesară părăsirii orbitei este foarte mică, făcând transportul cu sistemul marțian mai ușor. Ar putea deveni colonii, folosindu-se însă o metodă asemănătoare cu cea pentru colonizarea asteroizilor.

#### Titan
Titan, satelitul lui Saturn, este văzută ca o posibilă țintă pentru colonizare pentru că este singurul satelit din sistemul solar cu o atmosferă densă și compuși carbonici (hidrocarburi) în atmosferă și la suprafață. Titan este al patrulea corp ceresc din sistemul solar cu o atmosferă substanțială și suprafață solidă, celelalte fiind Pământul, Venus și Marte. Titan are toate elementele chimice necesare vieții și conform cu Robert Zubrin reprezintă o bună țintă pentru colonizarea sistemului solar exterior.

#### Sateliții lui Saturn: Enceladus, Rhea, Iapetus, Tethys și Mimas
Enceladus este o mică lună înghețată ce orbitează aproape de Saturn, având o suprafață foarte strălucitoare și, în regiunea polară sudică, formațiuni asemănătoare cu gheizerele ce aruncă în sus gheață și vapori de apă. Dacă Enceladus are apă lichidă, s-ar alătura lui Marte și Europei ca unul dintre primele locuri din sistemul solar ce ar putea avea viață și ar putea susține viitoare colonii. Ceilalți sateliți au mari cantități de elemente volatile, ce pot fi folosite pentru a susține o așezare.

#### Sateliții lui Uranus
Cei 5 sateliți mari ai lui Uranus: Miranda, Ariel, Titania și Oberon și Triton, deși sunt foarte reci, au mari cantități de apă înghețată și alte elemente volatile la suprafață și ar putea fi locuiți. La distanța de Soare de 18-20 ua intensitatea radiației solare este de 400 de ori mai slabă ca pe Pământ, fiind necesară energia nucleară pentru susținerea unei colonii.

#### Triton și Pluto
Triton (satelit al lui Neptun) și Pluto sunt asemănători ca mărime și compoziție. Ambii dețin atmosfere rarefiate de azot. Suprafețele dețin cantități substanțiale de apă sub formă de gheață, CO2, azot și substanțe organice complexe rezultate din acțiunea radiației solare. La o distanță de Soare de peste 30 ua (Triton) și 30-49 ua(Pluto), energia solară nu este viabilă, fiind necesară energia nucleară pentru susținerea unei colonii.

### Asteroizi

#### Asteroizi apropiați de Pământ
Se cunosc momentan în jur de 2500 de asteroizi aflați pe orbite care-i face mai avantajos de atins decât suprafața Lunii din punct de vedere energetic.

#### Asteroizii de pe Centura Principală
Colonizarea asteroizilor ar necesita habitate spațiale. Centura are materiale semnificative, cel mai mare asteroid fiind Ceres. Coloniștii ar putea avea dificultăți în controlarea traiectoriei acestora, o posibilă soluție fiind utilizarea rachetelor sau a unor „mass drivers”.

#### Ceres
Este o planetă pitică din Centură, cuprinzând o treime din masa acesteia. Fiind cel mai mare corp din Centură, Ceres ar putea fi principala bază și port spațial pentru viitoare extracții miniere pe asteroizi, făcând posibil transportul resurselor către Marte, Lună sau Pământ. Având în vedere gravitația scăzută și rotația rapidă, un elevator spațial ar putea fi practic. De asemena ar putea fi posibilă și paraterraformarea (terraformarea unor spații închise, acolo unde este posibil).

### Spațiul liber

#### Habitate spațiale

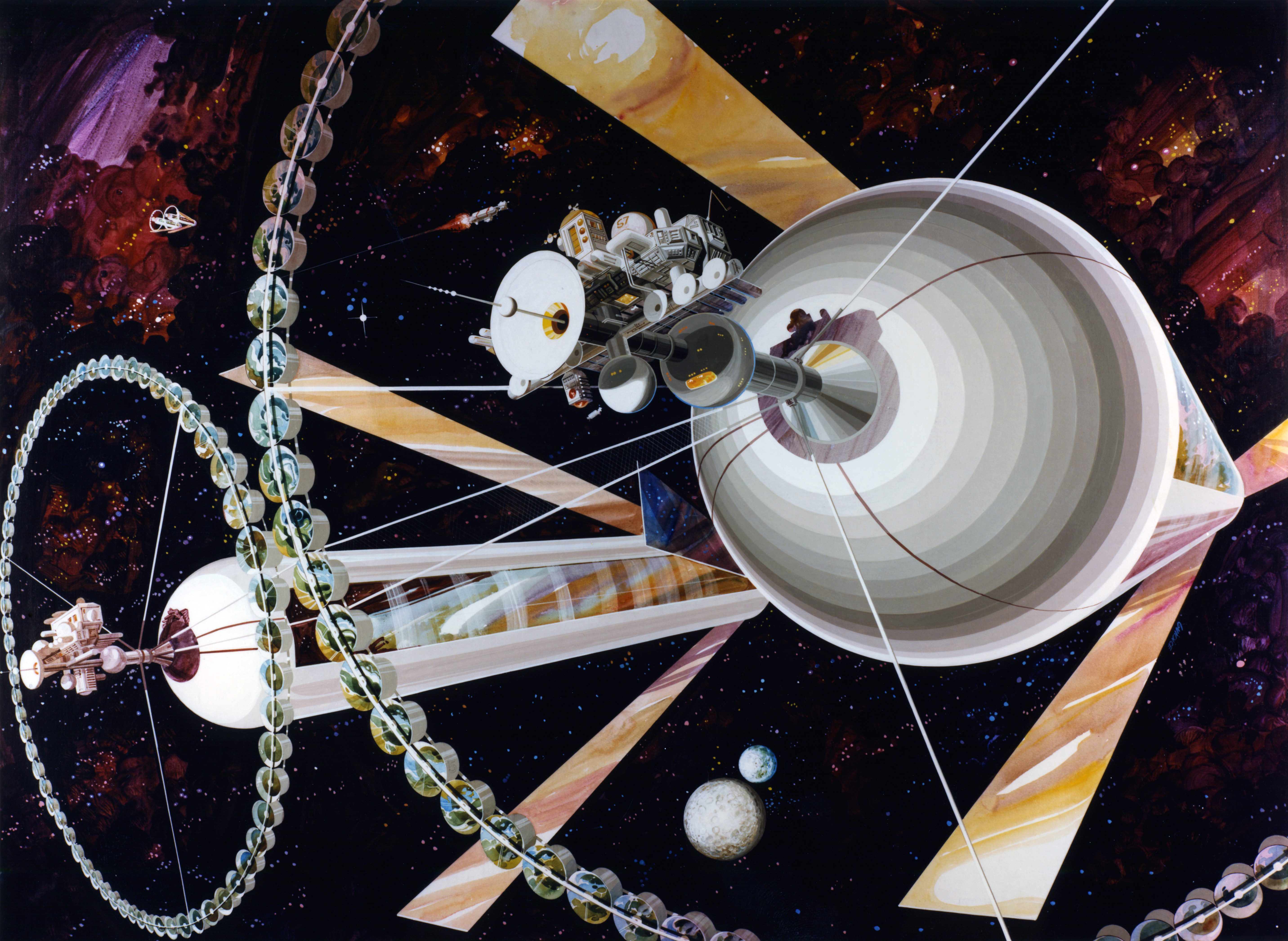
Colonia spațială în cilindre a lui O'Neill(1970)

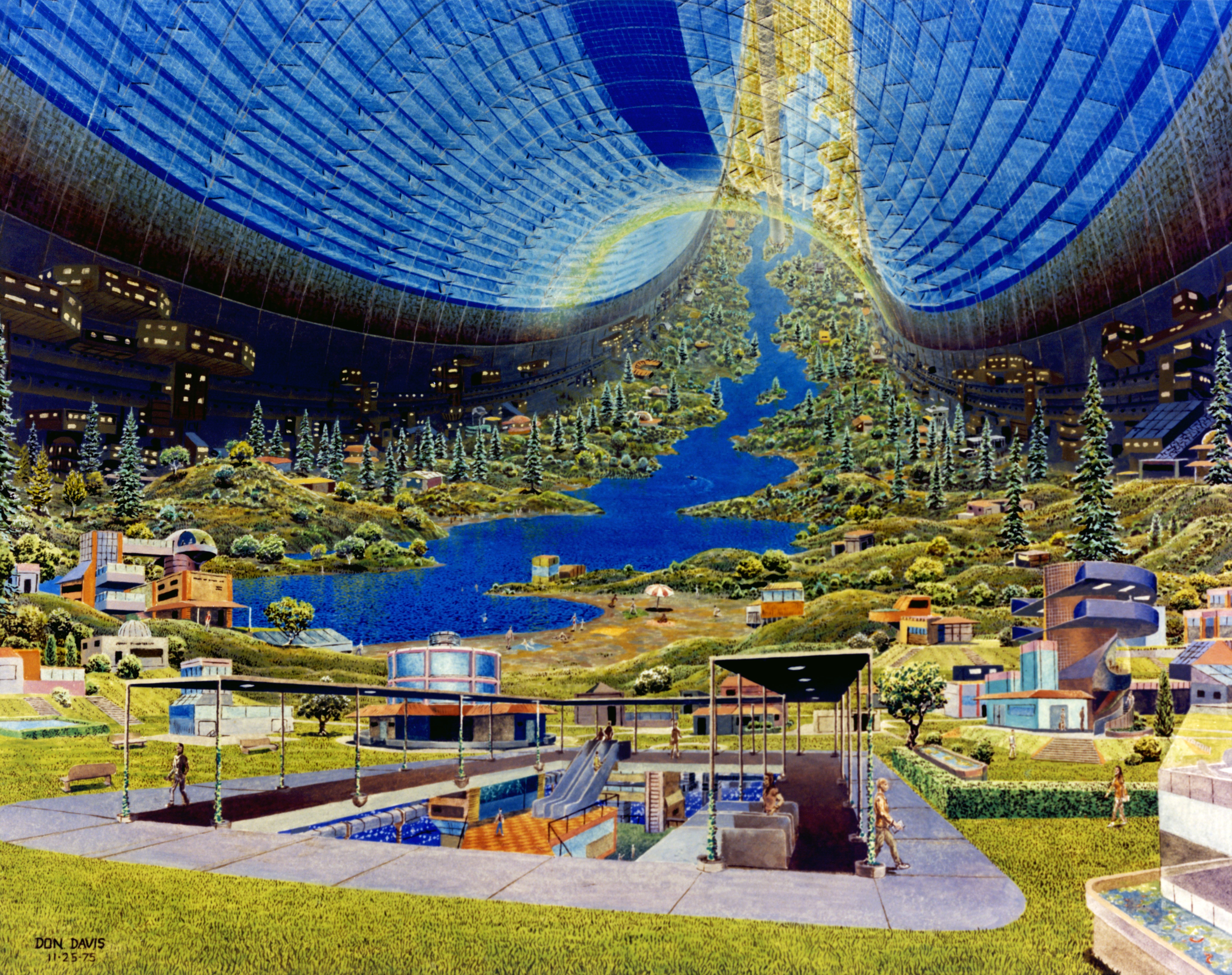
Concepția unui artist asupra unui habitat spațial numit torul Standford de Don Davis(1976).

Locațiile în spațiu ar necesita un habitat spațial (colonie spațială sau orbitală), fiind o așezare permanentă și nu doar un simplu punct pe drumul către alte colonii. Ar fi adevărate „orașe spațiale”, unde oamenii să trăiască, să lucreze, sa întemeieze familii. Multe proiecte, mai mult sau mai puțin realiste, au fost propuse atât de autorii science-fiction, cât și de oamenii de știință. Un habitat spațial ar putea chiar sta la baza unei nave generații, ce ar funcționa ca o casă pe termen lung pentru sute de mii de oameni.

#### Orbita Pământului
Comparativ cu alte locații, orbita terestră are avantaje substanțiale și o problemă majoră, dar soluționabilă. Orbita Terrei poate fi atinsă în câteva ore, în timp ce Luna este la zile distanță, iar Marte la luni întregi. În orbită, energia solară este continuă, în timp ce alte planete pierd lumina solară cel puțin jumătate din timp. Lipsa greutății face construcția coloniilor mult mai ușoară decât într-un mediu gravitațional; astronauții au demonstrat că pot muta sateliți de tone întregi numai cu mâna. Dezavantajul principal al coloniilor orbitale este lipsa materiilor prime. Acestea ar putea fi aduse de pe Pământ, dar la costuri ridicate și din surse extraterestre (Luna, asteroizi și comete). Alte dezavantaje ar fi descreșterea orbitală și poluarea atmosferică. Din 2009, Stația Spațială Internațională susține o temporară și neautonomă prezența umană în orbita joasă a Terrei.

#### Punctele Lagrange

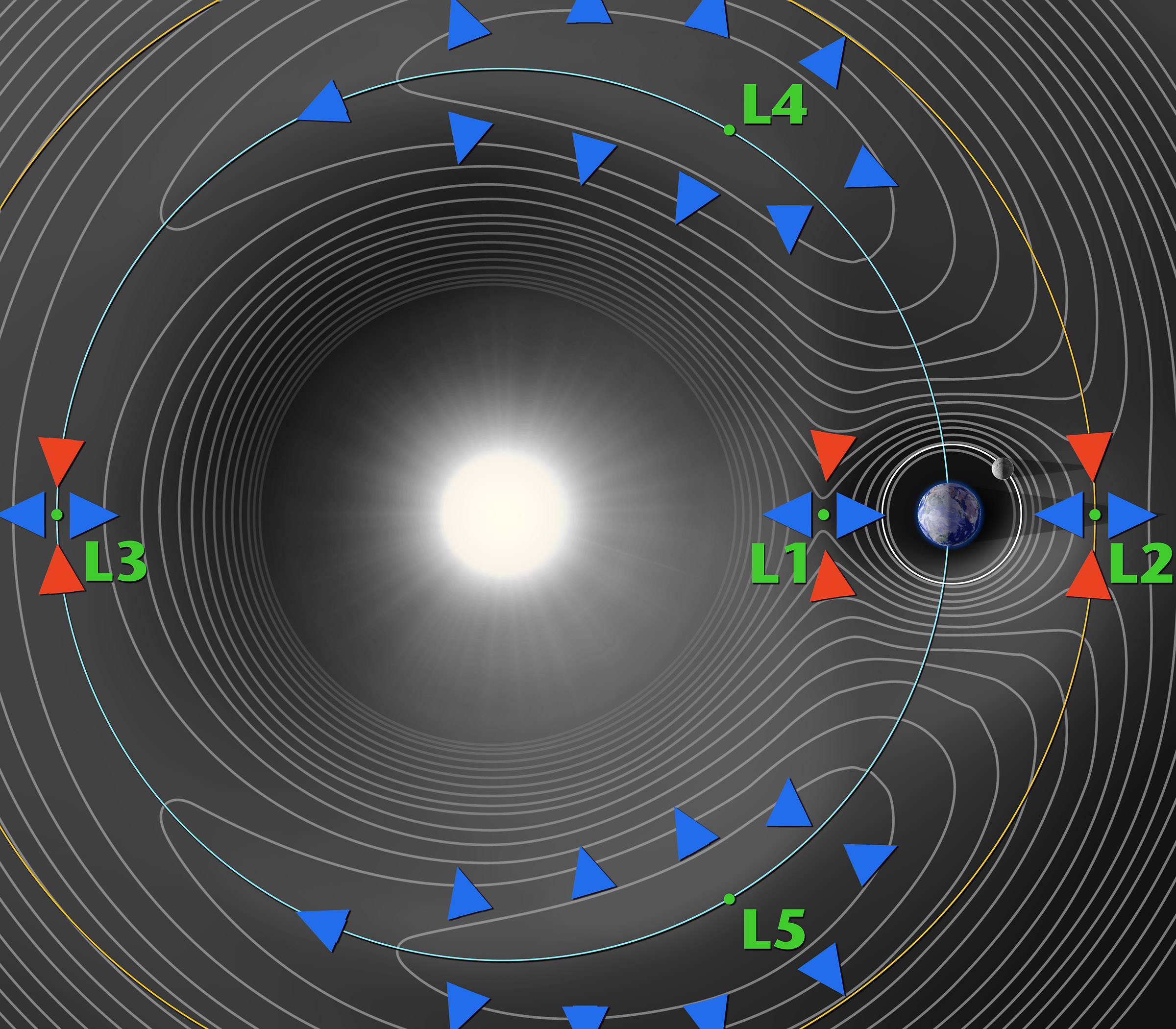
Cele 5 puncte Lagrange,Soare-Pamant

O altă posibilitate de colonie în apropierea Terrei o reprezintă cele 5  puncte Lagrange dintre Pământ și Lună. Deși în general ar dura câteva zile ca să fie atinse cu tehnologia actuală, aceste puncte ar avea putere solară aproape continuă, din cauza unor mici eclipse.
Cele 5 puncte Pământ-Soare ar fi total lipsite de eclipse dar numai primele 2 ar putea fi atinse în zile, celelalte 3 ar necesita luni. De asemenea, punctele 2-5  ar fi în afara magnetosferei Pământului pentru 2 treimi din timp, pierzând protecția împotriva radiațiilor.

#### Statice
Staticele sau sateliții statici folosesc pânze solare pentru a se poziționa în orbite pe care gravitația singură nu le-ar putea asigura. Aceste colonii solare ar fi libere să plutească în afara eclipticii, bazându-se doar pe radiația solară.

## În afara sistemului solar
În afara sistemului nostru solar sunt miliarde de stele ce ar putea fi ținte pentru colonii.

### Călătoriile interstelare
Călătoriile interstelare au fost dezbătute de mulți oameni de știință, acestea fiind operaționale atât cu ajutorul omului cât și computerizate. Dificultatea principală o reprezintă distanțele vaste ce ar trebui acoperite, necesitând viteze foarte mari, altfel, în privința timpului, cu cele mai realistice metode de propulsie ar putea dura de la sute de ani la milenii. Cele mai mari pericole pentru o navă interstelară ar fi vidul, radiațiile, lipsa greutății și micrometeoriții.

### Călătoriile intergalactice
Călătoriile intergalactice sunt considerate pur SF și sunt impractice din punct de vedere al tehnologiei. Ar necesita o putere de propulsie mult mai mare decât se crede posibil în acest moment, pentru a mișca o navă cu viteză aproape luminică. În afară de cazul în care nava ar putea atinge viteze relativiste extreme, ar interveni alt obstacol, navigația navei și șansa ca aceasta să ajungă în galaxia sau la steaua, planeta, obiectul dorit. De asemenea, nava ar trebui să aibă dimensiuni considerabile, să poată susține viața și generațiile de oameni ce vor trăi în ea, să reziste și să poată opri la momentul final, totul pentru milioanele de ani cât ar dura călătoria. Fizicile actuale spun că un obiect din timp-spațiu nu poate depăși viteza luminii, care limitează orice la milioanele de ani necesare pentru a ajunge în alte galaxii. SF-ul aduce în calcul și alte câteva metode pentru a depăși această problemă: găurile de vierme și hiperspațiul (intrarea în altă dimensiune).

### Navele spațiale
Ideea de colonizare spațială se bazează în primul rând pe nave spațiale în stare să transporte oameni și resurse între planete și alte corpuri cerești. Ipotetic, navele spațiale propuse de SF dar și de oamenii de știință sunt:
- Nava generație: viteză subluminică; călătorii interstelare pe decenii sau secole; echipajul trece prin generații întregi până la sfârșitul călătoriei, astfel încât nu este de așteptat ca cineva din echipajul inițial să ajungă la destinație (în durata de viață medie) - ci doar descendenții acestuia.
- Nava hibernantă: majoritatea echipajului petrece timpul în stare de hibernare sau animație suspendată, astfel încât cea mai mare parte a echipajului original va ajunge la destinație.
- EIS (Embryo-carying Interstellar Ship): este o navă mult mai mică decât primele două; transportă embrioni umani sau/și ADN înghețați sau în stare latentă.
- Nava cu fuziune/fisiune nucleară: viteze de până la 10 % din viteza luminii, permițând o singură călătorie până la destinație pe durata vieții unui om (fără întoarcere pe Pământ).
- Nava Orion: utilizează propulsia nucleară (Proiectul Orion conceput de Freeman Dyson), mai specific explozia nucleară
- Nava laser: propulsie bazată pe utilizarea unei forme de concentrare a luminii pentru pânzele solare sau alte tipuri de nave, vitezele putând fi comparate cu cele obținute din fuziunea nucleară; necesită totuși și alte metode de propulsie pentru a putea opri la destinație (cea mai probabilă este o navă hibrid: cu pânze solare pentru accelerare, fuziune pentru decelerare).

## Dezbatere

### Motive
- Răspândirea vieții și a frumuseții în Univers
- Asigurarea supraviețuirii speciei umane
- Profitul adus de mineritul asteroizilor, energia solară și manufactura spațială
- Salvarea mediului terestru prin mutarea oamenilor și industriei în spațiu
- Resurse rare, precum gazele naturale de pe giganții de gaz

### Argumentele necesității
Populația de pe Pământ este în continuă creștere, în timp ce resursele și capacitatea nu. Deschiderea spațiului ar depăși aceste limite, totuși, extrapolările arată că populația va stagna prin 2070. De asemenea, chiar dacă umanitatea reușește să evite distrugerea Pământului prin războaie, molime, poluare, încălziri și răciri globale sau chiar impacturile cu meteoriți, Terra va deveni inevitabil nelocuibilă din cauza încălzirii Soarelui pe măsura ce îmbătrânește. Dacă umanitatea nu are așezări permanente până când se va întâmpla unul dintre aceste dezastre, se poate chiar să dispară.

### Argumentele beneficiilor
Deși la început călătoriile vor fi foarte scumpe, mai ales datorită satisfacerii nevoilor coloniilor, de îndată ce acestea sunt îndeplinite, producțiile adiționale pot fi folosite pentru a extinde infrastructura inițială sau trimise înapoi pe Pământ pentru investițiile de la început. De asemenea, pot fi descoperite noi bunuri cu valoare mare: metale și pietre prețioase, surse de energie și combustibil sau farmaceutice.

### Argumentele naționalismului
Toate aceste colonii și explorări spațiale trebuie să fie lipsite de interese naționale, iar Pământul să devină unitar, fără granițe politice. Deja, colaborările internaționale în domeniul spațial au demonstrat valoarea lor în efortul unificator și de cooperare.